# Peinlich Béla
Vitéz immenburgi Peinlich Béla németül: Adalbert Peinlich Edler von Immenburg (Pozsony, 1897. május 14. – Bécs, 1978. november 27.) felvidéki katonatiszt, legitimista felkelő, a Waffen-SS tisztje, a Magyar Központi Páncélos Iskola parancsnokhelyettese.

## Családja

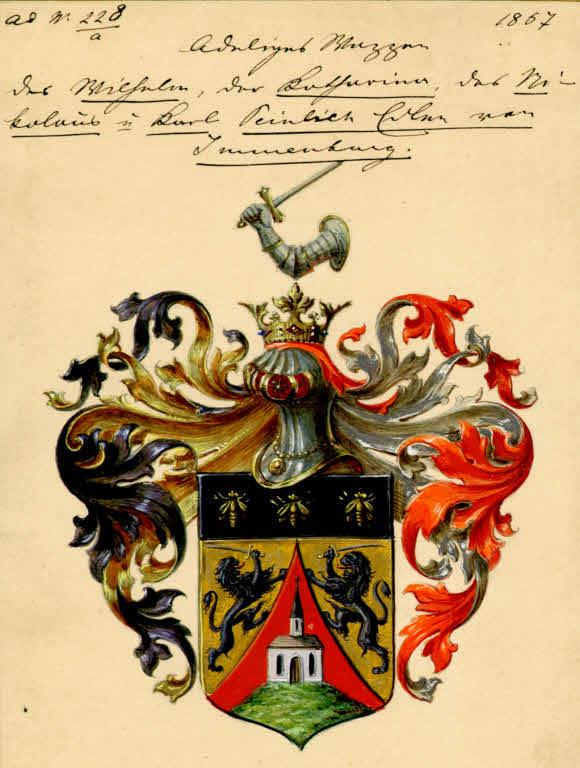
a Peinlich von Immenburg család címere

Penlich Béla 1897-ben, Pozsonyban katona családba született. Apja immenburgi Peinlich Miklós, nagyapja őrnagy, dédnagyapja alezredes volt. Peinlich Károly őrnagyot és testvérét Peinlich Vilmos ezredest I. Ferenc József magyar király emelte nemesi, lovagi rangra 1867-ben katonai teljesítményeikért. Anyja Augusta von Fischer, Fischer János, pozsonyi pezsgőgyáros lánya és Jurenák Anton pozsonyi nagykereskedő unokája. Felmenői között több nemesi család is megtalálható, magyar, német és francia eredettel.

### Tanulmányai
Az otthon kétnyelvű oktatásban részesülő Béla, anyanyelvi szinten beszélte a magyar és a német nyelvet is. A pozsonyi Állami főreáliskolában 1907-ben kezdte tanulmányait.

### Magánélete
Peinlich Béla, Fehér Gyula és Julier Gabriella lányát, Fehér Margitot vette feleségül, így került rokonságba Julier Gabriella testvérével Julier Ferenccel, aki 1919-ben Magyarországi Tanácsköztársaság vezérkari főnöke volt.
|                                                                | szülők                                                                        | nagyszülők | dédszülők                                                                   |
| -------------------------------------------------------------- | ----------------------------------------------------------------------------- | --- | --------------------------------------------------------------------------- |
| vitéz immenburgi Peinlich Béla (1897-1978) SS-Standartenführer | vitéz immenburgi Peinlich Miklós Nikolaus Peinlich Edler von Immenburg (1853) | vitéz immenburgi Peinlich Károly Karl Peinlich Edler von Immenburg (1823-1866) őrnagy; Infanterieregiment Nr. 79 | Peinlich Miklós Nikolaus Peinlich (1790-1859) alezredes; Grazer Bürgerkorps |
| vitéz immenburgi Peinlich Béla (1897-1978) SS-Standartenführer | vitéz immenburgi Peinlich Miklós Nikolaus Peinlich Edler von Immenburg (1853) | vitéz immenburgi Peinlich Károly Karl Peinlich Edler von Immenburg (1823-1866) őrnagy; Infanterieregiment Nr. 79 | Pelz Elisabeth                                                              |
| vitéz immenburgi Peinlich Béla (1897-1978) SS-Standartenführer | vitéz immenburgi Peinlich Miklós Nikolaus Peinlich Edler von Immenburg (1853) | tóthváradgyai Kornis Katalin (1821-1866)                                                                         | tóthváradgyai Kornis Károly (1781-1850)                                     |
| vitéz immenburgi Peinlich Béla (1897-1978) SS-Standartenführer | vitéz immenburgi Peinlich Miklós Nikolaus Peinlich Edler von Immenburg (1853) | tóthváradgyai Kornis Katalin (1821-1866)                                                                         | csúzi és pusztaszentmihályi Csúzy Julianna (1790-1850)                      |
| vitéz immenburgi Peinlich Béla (1897-1978) SS-Standartenführer | Augusta von Fischer Fischer Auguszta (1869)                                   | Johannes von Fischer Fischer János (1841-1911) kereskedő, pezsgőgyáros; Pozsony                                  | Johann von Fischer Fischer János (1811-1888)                                |
| vitéz immenburgi Peinlich Béla (1897-1978) SS-Standartenführer | Augusta von Fischer Fischer Auguszta (1869)                                   | Johannes von Fischer Fischer János (1841-1911) kereskedő, pezsgőgyáros; Pozsony                                  | Frölich Auguszta (1823-1841)                                                |
| vitéz immenburgi Peinlich Béla (1897-1978) SS-Standartenführer | Augusta von Fischer Fischer Auguszta (1869)                                   | Jurenák Jeanette (1849-1938)                                                                                     | Jurenák Anton (1813-1896) nagykereskedő; Pozsony                            |
| vitéz immenburgi Peinlich Béla (1897-1978) SS-Standartenführer | Augusta von Fischer Fischer Auguszta (1869)                                   | Jurenák Jeanette (1849-1938)                                                                                     | Siebenfreund Jeanette (1813-1887) Hercegi tanácsos lánya                    |

## Pályafutása
Penlich 1915 március 15-én lépett be az Osztrák-Magyar Monarchia hadseregébe zászlósi rangban. Hadnagyi előléptetését 1915. augusztusában nyerte el. A háborút a Magyar Királyi 39. honvéd gyaloghadosztályban szolgálta végig. Az összeomláskor főhadnagyi rangban tette le a fegyvert. Neve később feltűnik az újonnan megalakult csehszlovák hadseregben.
1921-ben Lehár Antal báró nyugat-magyarországi csapataihoz csatlakozott, akikkel megkísérelte megdönteni a Horthy-rendszert. A királypuccs elbukását követően büntetlenül folytathatta katonai pályafutását.
A második világháborúban 1941-ben az 1. gépkocsizó dandár 3. gépkocsizó zászlóalját vezette Újvédeken és később Ukrajnában is. Amiért kiérdemelte a Magyar Érdemrend tisztikeresztjét

Amit következő módon indokoltak:

„vitéz nemes immenburgi Peinlich Béla alezredesnek, 
 az ellenség előtt tanusitott vitéz magatartásáért 
 és zászlóaljának az ellenség, 
előtt való eredményes vezetéséért.”

1944 november 20-án lépett be a Waffen-SS magyarországi kötelékébe, a 25. Hunyadi Waffen-SS Gránátos Hadosztályba. 1945 február 5-én, Grassy József SS-Gruppenführer elrendelte, hogy a két hadosztály állományából létesítsenek egy riadóalakulatot. Az Ungarisches Waffen-Alarm-Regiment szervezésével Peinlich Béla Waffen-Standartenführert, bízta meg. Az alakulat körülbelül 2450-2600 főt foglalt magába.
1945. február 8-án riadóalakulatot a mai Lengyelország területén vetették be, ahol főharcvonalának hossza Oberleschen és Wenigtreben között mintegy 12 kilométert tett ki. A szovjet csapatokkal való harcérintkezést először Armadebrunn községben egy harcfelderítést végrehajtó alakulata vette fel február 9-én a délelőtti órákban. Február 9-én délutánra már a teljes magyar riadóezred harcérintkezésbe került az előretörő szovjet alakulatokkal, amelyek elfoglalták a neuhammeri táborhoz közel eső Oberleschent, majd elérték a tőle délnyugati irányban levő Buchwaldot, és hídfőállást alakítottak ki a Bober folyó nyugati partján. A harcok színhelyéről kimentett sebesültek kórházba szállítása, céljából vitéz Peinlich ezredes a német erődítési parancsnokságnál (Befestigungs-Kommando) volt kénytelen jelentkezni. Több mint 200 sebesültet sikerült így a hátországi kórházakba szállítani és a kiéhezett alakulatok némi élelemhez is jutottak. Február 12-éről 13-ára virradóan a szovjet támadás újból felélénkült. 13-án a kora délutáni órákban a III. zászlóalj már teljes lőszerhiányt jelentett, s a zászlóalj parancsnoka, Pataki Géza százados közölte Peinlich ezredessel, hogy az arcvonalból kénytelen kivonulni. A teljes lőszerhiány rövidesen az összes alakulatnál jelentkezett. Most már Peinlich Béla ezredes, ezredparancsnok volt kénytelen jelenteni a német parancsnokságnak, hogy a sötétség leple alatt ezrede kénytelen az állásokat elhagyni.
A riadóalakulat ezt követően beolvadt a Hunyadi Gránátos Hadosztályba és a felső ausztriai Frankenburgban 1945. május 6-án tette le a fegyvert.
A háborút követően Penlich ezredes volt az egyetlen magas rangú tiszt, aki önszántából tért vissza Magyarországra, ahol hazaárulás vádjával a népbíróság elé állították 1945-ben és életfogytiglanra ítélték. 1946-ban és 1947-ben is fellebbezést nyújtott be a bíróságon. 15 év eltelte után kegyelemben részesült és szabadult. 1960-tól éjszakai őrként dolgozott haláláig.